# Trinity Anglican Seminary
Trinity Anglican Seminary, ehemals Trinity Episcopal School for Ministry, war bis zu seiner Ablösung von der Kirche das jüngste Seminar der Episkopalkirche der Vereinigten Staaten von Amerika.
Das laut eigener Aussage fest in der anglikanischen Tradition verwurzelt ist. Dem Seminar angeschlossen ist das Stanway Institute for World Mission and Evangelism, genannt nach dem ersten Dekan des Seminars.
Das Seminar wurde 1976 durch eine Gruppe von evangelikalen anglikanischen Geistlichen und Laien gegründet, darunter James Innell Packer und John Stott, die bei der Formulierung des Glaubensbekenntnisses des Seminars mitarbeiteten. Während die gesamte Studentenzahl an den Seminaren der Episkopalkirche in den letzten Jahren um ein Viertel zurückging, nahm die Studentenzahl von Trinity seit den späten 1990ern um 30 % zu.
Es werden folgende Abschlüsse angeboten:
- Master of Divinity (MDiv)
- Master of Arts (Religion) (MAR)
- Master of Sacred Theology (STM)
- Doctor of Ministry (DMin)
- Diploma in Anglican Studies (DAS)
- Diploma in Christian Ministry (DCM)
- Diploma in Lutheran Studies (DLS)

Acht Graduierte des Seminars und zwei Mitglieder des Lehrkörpers wurden zu anglikanischen Bischöfen gewählt, darunter Mark J. Lawrence, der gegenwärtige Bischof der Diözese von South Carolina.
Das Seminar ist seit 1985 akkreditiert bei der Association of Theological Schools.
Zum 1. Januar 2022 löste sich das Seminar von der Episkopalkirche und am 3. Juni des Jahres 2024 änderte es seinen Namen zu Trinity Anglican Seminary.